# Новоіларіонівське
Новоіларіо́нівське — село в Україні, у Павлоградському району Дніпропетровської області. Входить до складу Троїцької сільської громади. Населення за переписом 2001 року становить 165 осіб. Колишній орган місцевого самоврядування — Писарівська сільська рада.

## Географія
Село Новоіларіонівське знаходиться на лівому березі річки Нижня Терса в місці злиття її з річкою Середня Терса, вище за течією на відстані 2 км розташоване село Мар'ївка, нижче за течією на відстані 2 км розташоване село Пристень. У селі Балка Водяна впадає у річку Нижню Терсу.

## Назва
Назва пов’язана з іменем графа Іларіона Івановича Воронцова-Дашкова, міністра імператорського двору і наділів, намісника на Кавказі, члена Державної Ради.

## Інтернет-посилання
- Погода в селі Новоіларіонівське

1. ↑  Сергій Волинець. Telegram. Процитовано 6 червня 2025.